# Pierre Guertin
 (août 2023).
Il peut être nécessaire de l'améliorer pour respecter le principe de neutralité de point de vue. Veuillez consulter la page de discussion pour plus de détails.

Pierre Alain Guertin est un neuroscientifique canadien né le 24 décembre 1965 à Montréal au Québec. 
Il est professeur titulaire retraité au département de psychiatrie et neurosciences à l’Université Laval, directeur de recherche au CHU de Québec (2001-2020) et dirigeant de sociétés dans le secteur pharmaceutique.

## Biographie
Étudiant à l’Université de Montréal en kinésiologie, il obtient ensuite une bourse à l'Université du Québec à Montréal afin de poursuivre son apprentissage à la maîtrise en physiologie du contrôle moteur, à Montréal. Il y est initié à la neurophysiologie et à l'importance des réseaux de neurones de la moelle épinière par le Réjean Dubuc. Mais c’est à l’Université du Manitoba dans l’ouest canadien qu’il obtient son doctorat en physiologie-neurophysiologie avant de suivre des formations spécialisées de chercheur postdoctoral à Copenhague, à Oxford, et à Marseille.
En 2001, il entreprend sa carrière de directeur de recherche à l’Université Laval, à Québec. Quatre ans plus tard, en 2005, il découvre et fait breveter Spinalon (buspirone/l-dopa/carbidopa) alors qu'il fonde sa première société dérivée, Neurospina Thérapeutiques, afin d’en assurer le développement préclinique et clinique.
Il reçoit plusieurs prix, honneurs et distinctions pour la découverte de Spinalon dont le Seau d'Excellence de la Commission Européenne en 2020 et le prix Bio-Innovation du CQVB remis en 2006 par Raymond Bachand, ministre du Développement économique, de l’Innovation et de l’Exportation du Québec à l’époque. Une autre de ses découvertes, nommée Micselon, fut classée au premier rang en 2012 par les Instituts de Recherche en Santé du Canada (CIHR-IRSC) dans le cadre du concours national sur le transfert technologique en santé.

## Travaux
Guertin travaille principalement sur les problèmes chroniques de santé secondaires liés à une lésion de la moelle épinière. Grâce à une approche comparable au criblage à haut débit (high-throughput screening en anglais) utilisée généralement par l'industrie pharmaceutique, il développe une nouvelle version pour des analyses comportementales quantitatives et parvient à identifier des substances chimiques capables d’activer in vivo certains neurones de la moelle épinière lombaire chez des sujets (animaux ou humains) atteints de paraplégie. Il réussit notamment, quelques minutes après l’administration de sa première découverte, Spinalon, à rétablir chez ces sujets une activité locomotrice de base. Administré plusieurs fois par semaine, il démontre aussi que ce traitement permet de prévenir le développement de problèmes chroniques de santé telles que la sarcopénie, l'anémie, et la décalcification osseuse.
Il s'intéresse aussi à d’autres problèmes de santé chroniques liés au vieillissement, à des problèmes du métabolisme et d'ordre vasculaire, ou à l’immobilité chronique de même qu’aux problèmes de cardiotoxicité induits par la chimiothérapie répétée chez des patients souffrant de cancer.
Il étudie certains problèmes liés à la psychologie et à la psychiatrie grâce à ses travaux sur les fondements neurobiologiques de comportements réflexes ou involontaires et sur la sentience et les comportements considérés comme étant issus de la conscience,.

## Publications
- (en) « The spinal cord: functional organization, diseases, and dysfunctions », in: Animal Models of Spinal Cord Repair, Humana Press, Springer Protocols, vol 76, (2013): 1-123[13].
- (en) avec I. Steuer I., « Central pattern generators in the brainstem and spinal cord: an overview of basic principles, similarities and differences », Reviews in Neurosciences, 30(2),2019 : 107-164[14].
- (en) « The mammalian central pattern generator for locomotion », in Brain Research Reviews 62, 2009 : 45-56[15].
- (en) avec R.V. Ung et P. Rouleau, « Oral administration of a novel tri-therapy for central pattern generator activation in paraplegic mice: Proof-of-concept of efficacy », Biotechnology Journal 5 , 2010 : 421-426[8].
- (en) avec R.V. Ung, P. Rouleau  et I. Steuer, « Effects on locomotion, muscle, bone and blood induced by a combination therapy eliciting weight-bearing stepping in non-assisted spinal cord-transected mice », Neurorehabilitation and Neural Repair 25, 2011 : 234-42[9].
- (en) « Composition and method of a treatment for inducting body locomotor movements» , international PCT patent application, PCT/CA2005/001337, 2005[16].
- (en) « Methods and uses for inducing or facilitating micturition in a patient in need thereof », US provisional patent application, US61/946,097, 2015[16].
- (en) « A Novel Concept Introducing the Idea of Continuously Changing Levels of Consciousness », Journal of Consciousness Exploration & Research, vol. 10, no 6,‎ 2019 (lire en ligne).
- (en) « Medicines to enhance self-consciousness, mindfulness and healthy ageing? », Gerontology & Geriatrics Studies 4(3), 2019 : 1-3[17].
- (en) « Cancer therapy-induced cardiotoxicity: Were are we now. », Cardiology and Cardiovascular Medicine 1(2), 2017 : 102-109[10].

## Honneurs et hommages
- 1994 - 1998 et 2000 Bourse d'excellence, Rick Hansen Foundation[réf. nécessaire]
- 2000 - Bourse d’excellence, Human Frontier Science Program[réf. nécessaire]
- 2004 - Bourse Chercheur Junior I Centre, Fond de la Recherche en Santé du Québec[réf. nécessaire]
- 2005 - Bourse Chercheur Junior II, Fond de la Recherche en Santé du Québec[réf. nécessaire]
- 2006 - Prix Bio-Innovation, Centre Québécois de Valorisation des Biotechnologies [5]
- 2008 - Bourse Chercheur Senior, Fond de la Recherche en Santé du Québec[réf. nécessaire]
- 2013 - Prix du Lauréat de Québec, Le Soleil-Radio-Canada [18]
- 2014 - Prix du Lauréat Hommage aux chercheurs-inventeurs, Université Laval [19]
- 2016 - Prix du Lauréat Hommage aux chercheurs-inventeurs, Université Laval [19]